# Волицька Ірина Василівна
Ірина Василівна Волицька (нар. 22 жовтня 1955, Сколе, Львівська область) — українська театрознавчиня, режисерка, етнографиня, заслужена діячка мистецтв України, кандидатка мистецтвознавства, лауреатка театральної премії ім. Леся Курбаса та львівської обласної премії ім. Бориса Романицького. Разом з Лідією Данильчук є співзасновницею Творчої майстерні «Театр у кошику» (1997).

## Біографія
Ірина Волицька народилася 22 жовтня 1955 року у місті Сколе Львівської області. З самого дитинства Ірина вбирала культурні засади від матері — відомої української поетеси, громадської діячки Атени-Святомири Пашко.
Після закінчення школи та виключення з комсомолу, Ірина та її мати зустрічають Михайла Косіва, відомого у 1970-х політичного діячя, який в свою чергу знайомить їх із Софією Федорцовою — акторкою Театру Леся Курбаса, «березількою», яка, вийшовши на пенсію, мешкала у Львові. Актриса побачила пристрасть Ірини до театрального мистецтва і запропонувала їй приходити в гості. Разом вони працювали над поезією, монологами, літературою. В квартирі Софії Федорцової збиралися актори та режисери, відбувались театральні вечори, де Софія багато розповідала про Курбаса та його працю. Акторка надихнула Ірину вступати на акторське відділення в Московське театральне училище імені Щукіна. Разом вони підготували програму — і Ірина Волицька єдина з 10-х учасників пройшла конкурс. Але при подачі документів там зазначалося, що Ірина була виключена з комсомолу, що завадило вступу.
Після невдалої спроби вступити до Московського училища Ірина Волицька вступила до Ленінградського Інституту театру, музики та кінематографії (тепер — Санкт-Петербурзька Академія театрального мистецтва). Вчилася на театрознавчому факультеті у викладача Наталії Кузякіної — театрознавиці, літературознавиці. Досліджувала українську драматургію і режисуру, творчість Івана Кочерги, Лесі Українки, Леся Курбаса, Миколи Куліша, Олександра Довженка. Навчання на аспірантурі в інституті завершилося захистом дисертації на тему «Проблеми формування творчої особистості Леся Курбаса» в 1992 році. Далі Ірина стає науковою співробітницею Інституту народознавства НАН України, де вивчає та розробляє наукові теми, пов'язані з історією та теорією театру. Працюючи в Інституті народознавства НАН України та Центрі Леся Курбаса на посаді старшої наукової співробітниці, написала монографії: «Театральні елементи в традиційній обрядовості українців Карпат у першій половині ХІХ-поч. XX ст.» (1993) та «Театральна юність Леся Курбаса» (1995).

## «Театр у кошику»
У 1997 році Ірина Волицька разом з акторкою Лідією Данильчук створюють Незалежну театральну майстерню «Театр у кошику». Перші 7 років театр існував без державної підтримки, і тільки у 2004 році став до структури Національного центру театрального мистецтва ім. Леся Курбаса у Києві.
«Театр у кошику» є пошуковим театром, який послуговується різними методологіями та намагається знайти свою власну. Способом пошуку та експерименту Ірина Волицька та Лідія Данильчук створюють модерні вистави власного трактування. Також користуються техніками різних шкіл, що включає не тільки систему Станіславського, а і Брехта, Арто, Ґротовського, Крега та Курбаса. Майстерня проводить дослідження у сфері театрального знаку, символу, метафори, вибудовуючи власні, самобутні засоби сценічної виразності та експресії.